# Gingitsune
Gingitsune (яп. ぎんぎつね Гингицунэ, «Серебряный лис») — японская манга, сочетающая в себе жанры фэнтези и повседневности, авторства Саёри Отиай. Сюжет рассказывает о девочке, дочке синтоистского священника, и её постоянного спутника — духа-лиса. Манга сначала начала публиковаться издательством Shueisha в журнале Ultra Jump и в 2009 году была собрана в 10 томов. В сентябре и октябре 2013 года манга сумела войти в список манг-бестселлеров Японии.

## Сюжет
Макото Саэки — дочь священника и живёт вместе с ним в синтоистком храме бога Уканомитамы. Когда девочке было 4 года, умерла её мать. Тогда Макото приобрела способность видеть духов и встретила посланника бога — лиса Инари, или просто Гинтаро, который вот уже на протяжении 15 поколений оберегал клан Саэки. Теперь, так как Макото единственная, кто может видеть духов, она начинает выполнять роль посредника между богами и людьми, помогая посетителям храма.

## Список персонажей
Макото Саэки (яп. 冴木 まこと Саэки Макото)
Единственная преемница клана Саэки. Уже в 4 года потеряла свою мать и тогда приобрела способность видеть духов, живёт в храме со своим отцом и Гинтаро. Она с помощью Гинтаро также может предугадывать судьбы одноклассников и прочих школьников.
Сэйю: Хисако Канэмото
Гинтаро (яп. 銀太郎 Гинтаро:)
Защитник храма Саэки, уже на протяжении 15 поколений клана Саэки. Дух-лис, или кицунэ. Несмотря на свою отчуждённость и недружелюбность, очень заботится о Макото, хотя и говорит, что она его раздражает. Питает слабость к мандаринам.
Сэйю: Синъитиро Мики
Тацуо Саэки (яп. 冴木 達夫 Саэки Тацуо)
Отец Макото и священник храма Саэки, но не наследник клана. В отличие от дочери и покойной жены не может видеть Гинтаро и других ёкаев, но надеется, что в будущем сумеет. Его урождённая фамилия — Тоёкура, однако он решил принять фамилию жены, чтобы поддержать клан и самому стать священнику. До этого хотел стать пивоваром.
Сэйю: Тосихико Сэки
Сатору Камио (яп. 神尾 悟 Камио Сатору)
Наследный верховный священник храма Камио, получил титул от покойного дедушки. В раннем детстве потерял родителей во время катастрофы и воспитывался родственниками в изоляции от других. Популярен среди девушек и хорошо владеет кэндо.
Сэйю: Кэнсё Оно
Хару (яп. ハル)
80-летняя лисица-демон. Защитница храма Камио. Была когда то обыкновенной лисой, которую насмерть раздавила машина. Будучи ёкаем стала следовать за прадедушкой Сатору. Сама очень привязана к Сатору и ревнует любую девушку, которая пытается сблизиться с ним.
Сэйю: Аюми Фудзимура
Юми Икэгами (яп. 池上 ユミ Икэгами Юми)
Одноклассница Макото, в начале попросила её помочь в отношениях с Сёхэем. Непринуждённая и упрямая, но это не помешало ей позже подружится с Макото. Любит работать там. где есть животные.
Сэйю: Тинацу Акасаки
Хивако Фунабаси (яп. 船橋 日輪子 Фунабаси Хивако)
Одноклассница Макото и вице-президент студенческого совета. Родом из богатой семьи, которая специализируется на чайных церемониях. Из-за строгого воспитания привыкла везти себя сдержанно и сухо. Но подружившись с Макото и Юми показывает свой характер. Питает чувства к отцу Макото.
Сэйю: Ами Косимидзу
Сэйсиро Кирисима (яп. 桐島 清志郎 Кирисима Сэйсиро:)
Председатель студенческого совета. Знает Тайсукэ ещё с начальной школы. Питает чувства к Хивако.
Сэйю: Томокадзу Сугита
Кодзуэ Асихара (яп. 葦原 梢 Асихара Кодзуэ)
Одноклассница Макото, чья семья владеет гостиницей. Любит поесть, намеревается стать шеф-поваром и диетологом.
Сэйю: Ё Тайти
Тайсукэ Кинукава (яп. 絹川 泰介 Кинукава Тайсукэ)
Главный в школьном клубе по кэндо. Имеет высокий рост. Хотя его семья владеет магазином тофу, сам он их делает плохо.
Сэйю: Юки Оно
Киндзиро (яп. 金次郎 Киндзиро:)
Другой лис-защитник, который служит Гинтаро. В отличие от Гинтаро он меньше размером и похож на лисёнка.
Сэйю: Кадзухико Иноуэ
Саймару (яп. 才丸) и Утамару (яп. 歌丸)
Львы-собаки, которые ранее жили в алтаре Мацуро напротив храма Сёбай. Саймару уже 1500 лет, а Утамару 1400 лет.
Сэйю: Наоми Кусуми и Ёдзи Уэда
Камэ (яп. カメ)
Дух черепахи, ему 300 лет, прибыл из разрушенного храма вместе с Саймару и Утамару.
Сэйю: Канэхира Ямамото
Фу (яп. 風) и Фуку (яп. 吹)
2 духа обезьян, им по 60 лет, они пришли из храма Амабуки. Любят пошалить с людьми.
Сэйю: Санаэ Фуку и Котори Кайвай
Оцумацу (яп. 乙松)
Другой защитник храма Амабуки.
Сёхэй Амамото (яп. 天本 将平 Амамото Сё:хэй)
Друг Юми, учится в другой школе, живёт в храме Амабуки со своим отцом — священником храма.
Сэйю: Томокадзу Сэки
Синъити Юсидзуми (яп. 吉住 真一 Юсидзуми Синъити)
Помощник отца Хивако, всегда сопровождает его дочь в школу и обратно. На 10 лет старше, чем Ивако, и питает чувства к ней.
Сэйю: Хирофуми Нодзима
Ёситомо Таками (яп. 高見 義友 Таками Ёситомо)
Друг детства Тацуо и отставной священник. В настоящее время он владеет Идзакаей. Помогает каждый год в церемонии очищения.
Сэйю: Хироаки Хирата
Эцуко Тоёкура (яп. 豊倉 江津子 Тоёкура Эцуко)
Тётя Макото и старшая сестра Тацуо. Её семья владеет местным пивоварным заводом. Помогает каждый год Тацуо с проведением церемонии очищения святилища.
Сэйю: Ацуко Танака

## Аниме
Аниме-адаптация была создана студией Diomedea и начала свою трансляцию 6 октября 2013 года. Открытие к аниме «tiny lamp» исполняет fhána, а концовку Gekkou Story (яп. 月光STORY Гэкко: Сутори, Лунная история) — SCREEN Mode. Аниме-сериал также официально досптупен для просмотра на американском сайте Crunchyroll под названием Gingitsune: Messenger Fox of the Gods.

### Список серий аниме
| #  | Название                                                             | Дата выхода      |
| -- | -------------------------------------------------------------------- | ---------------- |
| 01 | 15 преемник и Гинтаро «Дзю:годаймэ то Гинтаро:» (十五代目と銀太郎)   | 6 октября, 2013  |
| 02 | Научится компромиссу «Юдзуриау ё:ни» (譲り合うように)                | 13 октября, 2013 |
| 03 | Место, где есть боги «Камисама но иру токоро» (神様のいる所)         | 20 октября, 2013 |
| 04 | Сатору и Хару «Сатору то Хару» (悟とハル)                            | 27 октября 2013  |
| 05 | Тёплый сезон «Ататакай кисэцу» (あたたかい季節)                      | 3 ноября, 2013   |
| 06 | Как я выгляжу? «Доннакао ситэру» (どんな顔してる?)                   | 10 ноября, 2013  |
| 07 | Святыни и храмы «Дзиндзя то отэра» (神社とお寺)                      | 17 ноября, 2013  |
| 08 | Люди — странные «Нингэн ттэ хэн» (人間って変)                        | 24 ноября, 2013  |
| 09 | Прости меня «Гомэн-насай» (ごめんなさい)                             | 1 декабря, 2013  |
| 10 | Это действительно не имеет значения «И:дзян бэцуми» (いーじゃん別に) | 8 декабря, 2013  |
| 11 | Будущее Макото «Макото но мирай» (まことの未来)                      | 25 декабря, 2013 |
| 12 | Чистое лето «Нагосинохараэ» (夏越の祓)                               | 22 декабря, 2013 |